# Dołuje
Dołuje (deutsch Neuenkirchen) ist ein Dorf in der polnischen Woiwodschaft Westpommern und gehört zur Landgemeinde Dobra (Daber) im Kreis Police (Pölitz).

## Geographische Lage
Dołuje liegt im östlichen Vorpommern an der Grenze der Ueckermünder Heide, elf Kilometer westlich von Stettin.

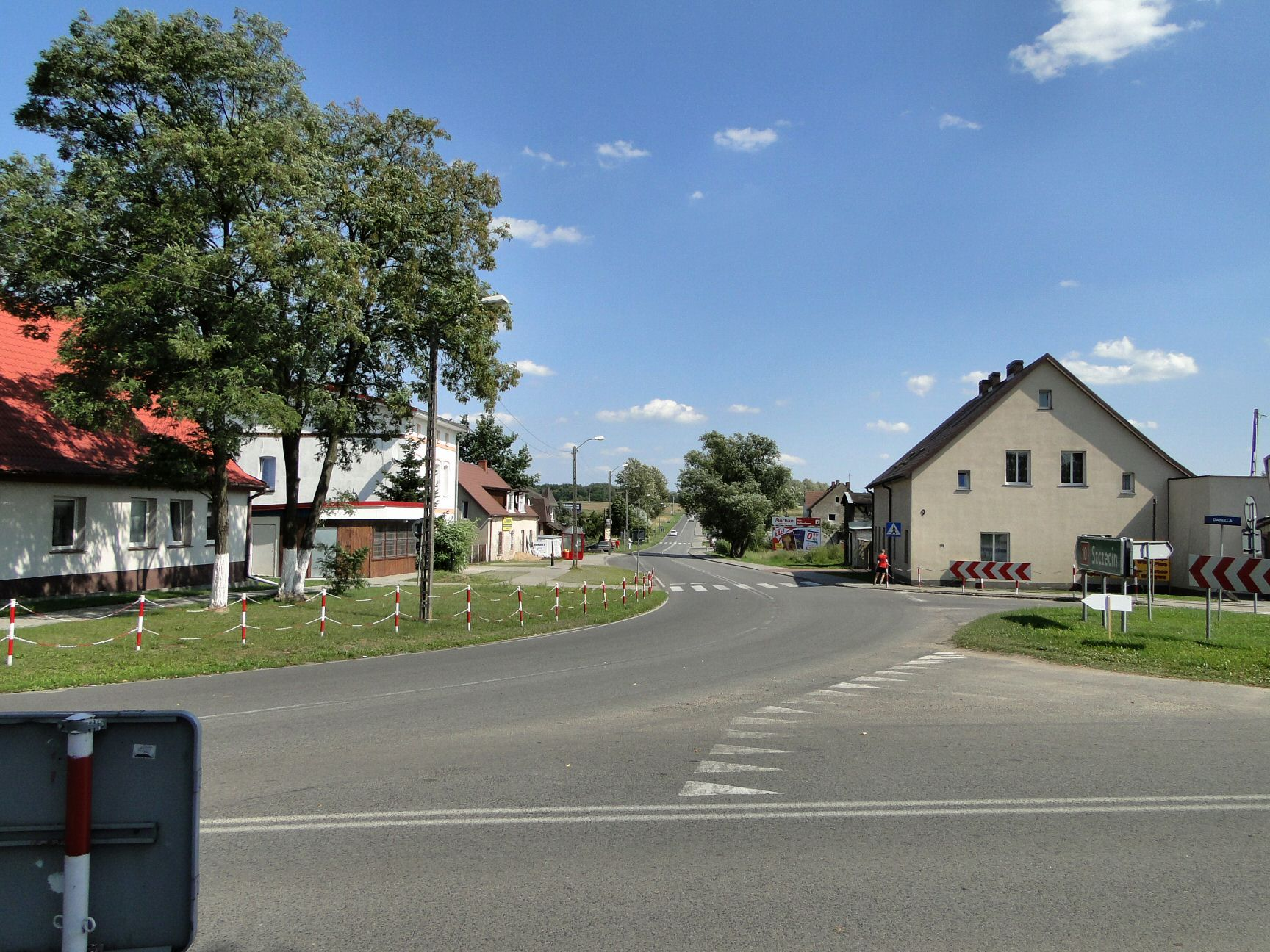
Dorfstraße

## Geschichte
Das Kirchdorf gehörte früher unter dem Namen Nyenkerken zum landesfürstlichen Eigentum, wurde aber im Jahr 1283 von Herzog Bogislaw IV. und danach 1331 von Otto I. „seiner Seelen willen“ den Kanonikern des Marienstifts zu Stettin als Eigentum überlassen, nachdem er zwischenzeitlich, nämlich 1316, den Vernerum de domo lapides (Werner Steinhaus) damit belehnt hatte. Das Dort hatte zu denjenigen Ortschaften gehört, über die Bischof Hermann von Gleichen vom Camminer Domkapitel im Jahre 1287 die geistliche Gerichtsbarkeit verliehen harte. Herzog Otto I. bestätigte 1336 der Marienkirche die 1331 erfolgte Schenkung, was auch 1373 durch Swantibor III. und Bogislaw VII. geschah, in deren Urkunden Nigenkerken geschrieben steht.
Im Jahre 1625 wütete hier von Juli bis Oktober die Pest, und im Jahre 1657 brannte die Kirche nebst Turm bis auf die Mauern und eine Giebelwand nieder. Um das Jahr 1775 gab es in Neuenkirchen einen Prediger, einen Küster, zwölf Vollbauern, fünf Kossäten, fünf Büdner, von denen einer eine Schänke betreibt, ein Predigerwitwenhaus, eine Schmiede und zwei Hirtenhäuser. Im Jahr 1864 bestand kein einziger Vollhof mehr, alle Höfe waren zerschlagen und deren Land mit kleineren Höfen vereinigt worden. Am 1. Januar 1862 gab es in Neuenkirchen 700 Einwohner, die auf 153 Familien verteilt waren und in 67 Häusern wohnten.
Um das Jahr 1930 hatte die Gemarkung der Gemeinde Neuenkirchen eine Flächengröße von 14,2 km², und innerhalb der Gemeindegrenzen standen zusammen 87 Wohnhäuser an vier verschiedenen Wohnorten:
1. Marienhof
2. Neuenkirchen
3. Sparrenfelde
4. Wilhelminenmühle

Im Jahr 1925 wurden in Neuenkirchen 797 Einwohner gezählt, die auf 190 Haushaltungen verteilt waren.
Bis zum 14. Oktober 1939 war Neuenkirchen ein Dorf im Landkreis Randow im Regierungsbezirk Stettin der preußischen Provinz Pommern. Danach gehörte es zum Landkreis Ueckermünde.
Im Jahre 1939 hatte Neuenkirchen 726 Einwohner.
Seit 1945 gehört Neuenkirchen unter dem Namen Dołuje zu Polen. 2013 lebten in Dołuje etwa 947 Menschen.

## Kirche

### Evangelisch
Vor 1945 war die Bevölkerung von Neuenkirchen überwiegend evangelischer Konfession. Schon vor der Reformation war der Ort Kirchdorf, zu der die Filialgemeinde Wamlitz (heute polnisch: Wąwelnica) und auch Sparrensfelde (Skarbimierzyce) gehörten. Im Jahr wurden in Neuenkirchen außer den Protestanten 37 Katholiken und fünf Juden gezählt. 1927 verzeichnet das Kirchspiel Neuenkirchen 1309 Gemeindeglieder, die in den Orten Wamlitz, Köstin (Kościno), Sparrenfelde, Neu Linken (Lubieszyn) und Grenzdorf lebten. Bis 1945 war Neuenkirchen Teil ds Kirchenkreises Stettin-Land im Westsprengel der Kirchenprovinz Pommern in der Kirche der Altpreußischen Union.
Heute werden die evangelischen Einwohner von Dołuje vom Pfarramt der St. Trinitatiskirche, Stettin, in der Diözese Breslau der Evangelisch-Augsburgischen Kirche in Polen betreut.

### Katholisch
Seit der Vertreibung der deutschen Bevölkerung 1945 ist die Bevölkerung von Dołuje überwiegend katholisch. Am 25. Februar 2007 wurde hier wieder eine Pfarrei gebildet, die den Namen Parafia pw. Christuza Króla Wszechświta ("Christus, König des Alls") trägt. Sie liegt im Dekanat Szczecin-Pogodno (Stettin-Braunsfelde) im Erzbistum Stettin-Cammin. Der Pfarrei sind angegliedert die Orte Kościno (Köstin), Lubieszyn (Neu Linken), Redlica (Marienthal), Skarbimierzyce (Sparrenfelde) und Wąwelnica (Wamlitz).

## Verkehr
Die Stadt liegt an der Landesstraße 10 (Droga krajowa 10), welche am Grenzübergang Linken/Lubieszyn (Neu Linken) als Fortsetzung der Bundesstraße 104 (ehemalige Reichsstraße 104, hier auch: Hansische Ostseestraße) beginnt und durch das Zentrum von Stettin führt. Dołuje war zudem ein Haltepunkt der Randower Bahn, die von Stobno (Stöven) (Bahnhofsbezeichnung: Stobno Szczecińskie) nach Nowe Warpno (Neuwarp) führte.

## Persönlichkeiten

### Persönlichkeiten, die im Ort gewirkt haben
- Ehm Welk (1884–1966), deutscher Schriftsteller, lebte von 1940 bis 1945 in Neuenkirchen und vollendete hier Die Gerechten von Kummerow (1943)